# Fabián Cancelarich
Fabián Oscar Cancelarich (30. prosince 1965, Los Nogales, Santa Fe, Argentina – 14. května 2024 Buenos Aires) byl argentinský fotbalista, brankář.

## Klubová kariéra
Svoji profesionální fotbalovou kariéru zahájil v roce 1986 jako hráč argentinského klubu Club Ferro Carril Oeste. Po šesti letech (v roce 1992) přestoupil do jiného argentinského celku Belgrano Córdoba. V roce 1994 odchytal 7 zápasů za CA Newell's Old Boys. V roce 1995 strávil rok v Kolumbii, v klubu Millonarios Bogotá (za tento klub chytal dříve i známý kolumbijský reprezentační brankář René Higuita).
Poté se vrátil zpět do vlasti a stal se brankářem CA Huracán, klubu z hlavního města Buenos Aires. V roce 1997 podepsal smlouvu s Club Atlético Platense a o dva roky později se vrátil do mužstva, v němž začal svou kariéru – Ferro Carril Oeste v Buenos Aires. V roce 2000 přešel do argentinského druholigového klubu CA Central Córdoba Rosario. V roce 2002 klub sestoupil do třetí ligy (Primera B Metropolitana), v tomto mužstvu zůstal až do ukončení kariéry v roce 2004.

## Reprezentace
Fabián Cancelarich reprezentoval Argentinu v letech 1990–1992. Zúčastnil se Mistrovství světa ve fotbale 1990, kde Argentinci prohráli ve finále s Německem 0:1. Plnil úlohu třetího brankáře za argentinskou brankářskou jedničkou Pumpidem a jeho náhradníkem Sergio Goycocheou. První brankář Nery Pumpido se zranil ve druhém zápase v základní skupině proti SSSR (zlomil si nohu), který Argentina vyhrála 2:0, na jeho místo se posunul Sergio Goycochea, jenž šampionát dochytal. Do týmu byl dodatečně povolán za Goycocheu a Cancelariche třetí brankář Ángel Comizzo.
Zúčastnil se také jihoamerického šampionátu Copa América 1991, kde Argentina zvítězila.